# Хиполимнион
Хиполимнион (грч. hypo — испод, доле и грч. limnion — језерце) је слој воде у басену језера који се налази испод металимниона. Он обухвата простор од темпеаратурног скока до дна језера и у њему се не запажа значајна промена температуре. Овај појас ја по правилу најхладнији током лета, а најтоплији током зиме. Температура је константна и креће се око 4 °C, светлост не допире и мешање воде је одсутно.